# Loarn mac Eirc
Loarn Mac Eirc fut un roi légendaire du Dál Riata réputé avoir vécu au Ve siècle.

## Origine
Le Duan Albanach et le Senchus Fer n-Alban ainsi que les autres généalogies donnent comme père à Loarn Erc mac Eochaid un fils de Eochaid Muinremuir.
Seul le Duan Albanach lui attribue un règne de 10 ans qu’il évoque avant celui de son frère Fergus Mór Mac Eirc. Loarn est par contre toujours considéré comme l’ancêtre éponyme du Cenél Loairn qui tiendra un rôle important dans l’histoire postérieure du Dal Riata.

## Cenél Loáirn
Le Cenél Loáirn contrôlait les régions du nord de Argyll autour du Firth of Lorn auquel il aurait donné son nom. La région était divisée en trois parties : Le Lorn supérieur et le Lorn moyen séparé par le Loch Etive et enfin le pays du bas Lorn à l’ouest du Loch Awe et au nord des Loch Melfort et Loch Awe. Le Cenél Loairn incluait sans doute également le Morvern et Ardnamurchan et peut être aussi l’île de Bute.
La principale place forte du royaume était implantée à Dun Ollaigh, près du port d’Oban. La capitale religieuse devait être située à Lismore qui sera plus tard le siège de l’évêché médiéval d’Argyll.
Les possessions du Cenél Loairn avaient été divisées en trois parties entre les héritiers de Loarn Mor les descendants de son fils Muiredach :
- Cenél Salaich, le bas Lorn et île de Seil au large de cette côte ;
- Cenél Echdach (Eochaidh), le Lorn supérieur ou Benderloch avec le Morvern contrôlé par son petit-fils Eochaid mac Muiredach dont le fils Baetan mac Eochaid (Cenél Bhoodan) ;
- Cenél Cathboth (Cathboth), issu de Cathdub fils de Muiredach mac Loarn : le moyen Lorn.

## Descendance de Loarn
Plusieurs rois ou prétendants du Dál Riata furent membres du Cenél Loáirn, et se réclamaient donc de la descendance de Loarn :
- Ferchar Fota descendant à la 8e génération de Loarn ;
- Ainbcellach mac Ferchair son fils ;
- Selbach mac Ferchair son frère ;
- Dúngal mac Selbaich son fils ;
- Muiredach mac Ainbcellaich son cousin ;
- Eòganán mac Muiredaich son fils.

Au haut Moyen Âge les généalogies des Mormaers de Moray les proclamaient également descendants de Loarn :
- Ruairaidh mac Domnall descendant à la 5e génération ( ?) de Ainbcellach mac Ferchair ;
- Mael Brigte mac Ruaidrí son fils ;
- Findláech mac Ruaidrí son frère ;
- Máel Coluim mac Máil Brigti son neveu ;
- Gille Coemgáin mac Máil Brigti son frère ;
- Mac Bethad mac Findláich également roi d’Écosse :
- Lulach mac Gille Coemgáin également roi d’Écosse ;
- Máel Snechtai mac Lulaich ;
- Óengus son beau-frère.

## Sources
- (en) Cet article est partiellement ou en totalité issu de l’article de Wikipédia en anglais intitulé « Loarn mac Eirc » (voir la liste des auteurs).
- (en) James E. Fraser, From Caledonia to Pictland, Scotland to 795, Edinburgh, Edinburgh University Press, coll. « The New Edinburgh History of Scotland », 2009 (ISBN 9780748612321).
- (en) W.F. Skene, Chronicles Of The Picts,Chronicles Of The Scots, And Other Early Memorials Of Scottish History, Kessinger Publishings's, 2007 (1re éd. 1867 chez H.M General Register House, Edinburgh) (ISBN 1432551051), p. 499.
- (en) Alex Woolf, « The "Moray Question" and the Kingship of Alba in the Tenth and Eleventh Centuries », The Scottish Historical Review, vol. LXXIX 2, no 208,‎ octobre 2000, p. 145-164